# Хьосден-Золдер
Хьосден-Золдер (на нидерландски: Heusden-Zolder) е селище в североизточна Белгия, окръг Хаселт на провинция Лимбург. Населението му е около 33 000 души (2016).
Край Хьосден-Золдер е разположена пистата за автомобилни състезания Золдер. Там се намира и последната каменовъглена мина в Бенелюкс, закрита през 1992 година.

## География
Хьосден-Золдер е разположен на 36 метра надморска височина в Средноевропейската равнина, на 10 km северно от град Хаселт.

## История
Общината е образувана през 1977 година със сливането на дотогавашните самостоятелни общини Хьосден и Золдер.